# Flournoy
Flournoy es un lugar designado por el censo ubicado en el condado de Tehama en el estado estadounidense de California. En el año 2010 tenía una población de 101 habitantes.

## Geografía
Flournoy se encuentra ubicado en las coordenadas 39°55′14″N 122°26′14″O / 39.92056, -122.43722.